# Materialamt der Luftwaffe
Das Materialamt der Luftwaffe (MatALw) war eine Kommandobehörde der Bundeswehr in der Luftwaffenkaserne Wahn am Standort Köln und bestand von 1956 bis 2001.

## Historie
Am 1. Februar 1956 nahm die „Vorbereitungsstelle für Material der Luftwaffe“ auf dem Fliegerhorst Köln-Wahn ihre Arbeit auf. Am 1. Juni desselben Jahres wurde diese in das „Materialkommando der Luftwaffe“ umgewandelt und auf den Fliegerhorst Erding verlegt. 1957 Verlegung des Kommandos erneut nach Köln-Wahn und Umbenennung am 1. April 1958 in Materialamt der Luftwaffe (MatALw).
Zum 30. September 2001 wurde das Amt aufgelöst und ging am 1. Oktober 2001 mit dem Luftwaffenunterstützungskommando (LwUKdo) im Luftwaffenmaterialkommando (LwMatKdo) auf.

## Aufgabengebiete
- Durchführung der Materialplanung und Bedarfsdeckung
- Durchführung der Materialausstattung
- Planung und Steuerung der Materialerhaltung
- Erarbeitung technischer Dienstvorschriften (TDvs), allgemeines Vorschriftenwesen
- Waffensystem- und Gerätebearbeitung (Mitarbeit bei der Einführung neuer Waffensysteme und Geräte)
- Softwarepflege und -änderung durch fachliche Führung der Programmiereinrichtungen der Luftwaffe
- Sonderaufgaben, wie Erteilung von Verkehrszulassungen für militärische Luftfahrzeuge

Dabei galt das Prinzip der Materialverantwortung für alle militärischen Luftfahrzeuge, das Amt verantwortete die Ersatzteilversorgung für die Luftfahrzeuge aller drei Teilstreitkräfte.

## Leitung

### Amtschefs
Die Dienstbezeichnung der Amtschefs des Materialamtes lautete offiziell Leiter des Materialamtes der Luftwaffe.
- Oberst Victor von Loßberg (Juni 1956 – März 1958)
- Brigadegeneral Artur Paul (1. April 1958 bis 31. März 1960)
- Brigadegeneral Karl Wolfien (1. April 1960 bis 31. März 1963)
- Oberst Horst Gentsch (1. April 1963 bis 30. September 1963)
- Brigadegeneral Hermann Huppenbauer (1. Oktober 1963 bis 31. März 1966)
- Brigadegeneral Walter Feuerrohr (1. April 1966 bis 30. September 1969)
- Brigadegeneral Paul Haeffner (1. Oktober 1969 bis 31. März 1973)
- Brigadegeneral Max Schimmelpfennig (1. April 1973 bis 30. September 1977)
- Brigadegeneral Rainer Paschke (1. Oktober 1977 bis 30. Juni 1983)
- Brigadegeneral Peter Klatte (1. Juli 1983 bis 30. September 1985)
- Brigadegeneral Karl Hartlef Timm (1. Oktober 1985 bis 31. März 1989)
- Brigadegeneral Friedrich Rode (1. April 1989 bis 30. September 1991)
- Brigadegeneral Wolf-Gerhard Stäglich (1. Oktober 1991 bis 30. September 1994)
- Brigadegeneral Lorenz Huber (1. Oktober 1994 bis 30. September 1998)
- Brigadegeneral Klaus-Peter Treche (1. Oktober 1998–2001)

### Stellvertreter des Amtschefs
Offiziell lautete die Dienstbezeichnung Stellvertreter des Leiters und Chef des Stabes des Materialamtes der Luftwaffe.
- Oberst Hans Scholz (1956–1961)
- Oberst i. G. Horst Gentsch (1961–1963)
- Oberst i. G. Ludwig Wagner (1964–1965)
- Oberst i. G. Günter Weber (1965–1969)
- Oberst i. G. Max Trautmann (16. September 1969 bis 30. September 1975)
- Oberst i. G. Peters (1. Oktober 1975 bis 31. März 1979)
- Oberst i. G. Fritz Schultz (1. April 1979 bis 30. September 1979)
- Oberst i. G. Karl Hartlef Timm (1. Oktober 1979 bis 30. September 1983)
- Oberst i. G. Friedrich Rode (1. Oktober 1983 bis 30. März 1985)
- Oberst i. G. Lorenz Huber (1. April 1985 bis 31. März 1987)
- Oberst i. G. Wolf-Gerhard Stäglich (1. April 1987 bis 31. Mai 1988)
- Oberst i. G. Georg Dassler (1. Juni 1988 bis 30. September 1993)
- Oberst i. G. Klaus-Peter Treche (1. Oktober 1993 bis 30. September 1998)
- Oberst i. G. Berthold Buchholz (1. Oktober 1998–2001)